# Златко Зечевић
Златко Зечевић (Краљево, 10. августа 1983) српски је фудбалски голман.

## Трофеји и награде
Јединство Путеви
- Српска лига Запад : 2011/12.[10]